# Альбан Ходжа
Альбан Ходжа (алб. Alban Hoxha, нар. 23 листопада 1987, Церрік) — албанський футболіст, воротар клубу «Партизані» і національної збірної Албанії.
Дворазовий чемпіон Албанії. Володар Суперкубка Албанії. 

## Клубна кар'єра
Народився 23 листопада 1987 року в місті Церрік. Вихованець футбольної школи клубу «Динамо» (Тирана). З 2004 року почав залучатися до складу головної команди, проте дебютував у дорослому футболі лише за рік, граючи на умовах оренди у складі друголігового клубу «Турбіна» з рідного містечка.
2006 року повернувся з оренди до столичного «Динамо», де дебютував у вищому дивізіоні Албанії, проте довгий час лишався резервним голкіпером команди. Основним воротарем став лише в сезоні 2010/11. У складі «Динамо» двічі виборював титул чемпіона Албанії, ставав володарем Суперкубка Албанії.
2011 року перейшов до клубу «Кастріоті», а ще за рік став гравцем «Беси».
До складу клубу «Партизані» приєднався 2013 року. Відтоді встиг відіграти за команду з Тирани 92 матчі в національному чемпіонаті.

## Виступи за збірні
2005 року провів дві гри у складі юнацької збірної Албанії.
Наприкінці 2015 року дебютував в офіційних матчах у складі національної збірної Албанії, вийшовши на заміну замість багаторічного основного воротаря збірної Етріта Беріші наприкінці товариської гри проти збірної Грузії.
| Дата       | Місто  | Господарі | Результат | Гості  | Турнір           | Голи | Примітки |
| ---------- | ------ | --------- | --------- | ------ | ---------------- | ---- | -------- |
| 16-11-2015 | Тирана | Албанія   | 2 – 2     | Грузія | товариський матч | -    | 75'      |
| Усього     |        | Матчів    | 1         |        | Голів            | -0   |          |

## Титули і досягнення
- Чемпіон Албанії (4):

«Динамо» (Тирана):  2007-08, 2009-10
«Партизані»: 2018-19, 2022-23
- Володар Суперкубка Албанії (2):

«Динамо» (Тирана):  2008
«Партизані»: 2019